# Marcella
Marcella  è un nome proprio di persona italiano femminile.

## Varianti
- Femminili
  - Alterati: Marcellina
  - Ipocoristici: Lella
- Maschili: Marcello

### Varianti in altre lingue
- Ceco: Marcela[1]
- Croato: Marcela
- Francese: Marcelle[1]
  - Alterati: Marcellette[1]
- Latino: Marcella[1][3]
- Olandese: Marcella
- Polacco: Marcela[1]
- Rumeno: Marcela[1]
- Scozzese: Marsaili[1]
- Serbo: Марцела (Marcela)
- Slovacco: Marcela
- Sloveno: Marcela
- Spagnolo: Marcela[1]
- Tedesco: Marcella[1]
  - Ipocoristici: Zella[1]
- Ungherese: Marcella

## Origine e diffusione
Continua il latino Marcella, un diminutivo femminile del nome Marcus.

## Onomastico
L'onomastico può essere festeggiato il 31 gennaio in ricordo di santa Marcella, vedova di Roma, oppure il 28 giugno in memoria di santa Marcella, martire con altri compagni ad Alessandria d'Egitto sotto Settimio Severo.

## Persone

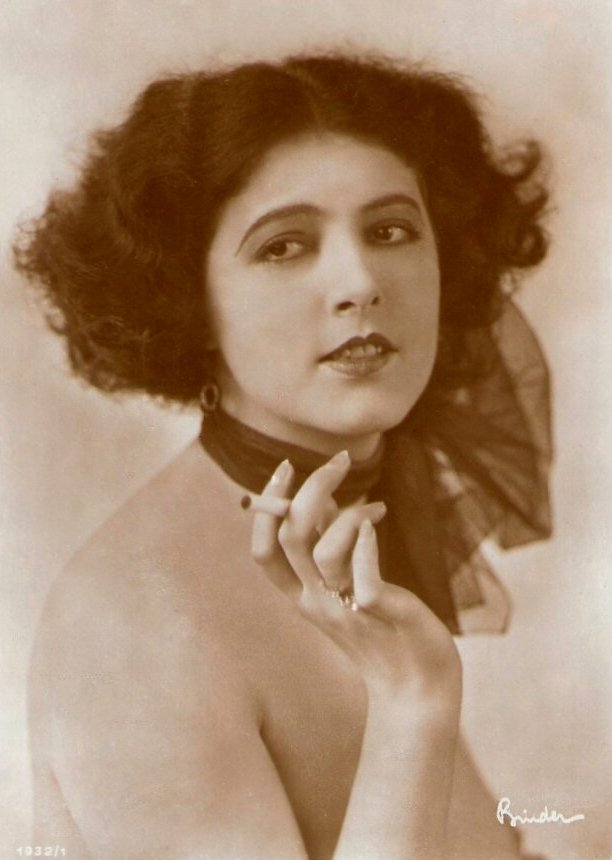
Marcella Albani

- Marcella Albani, attrice e produttrice cinematografica italiana
- Marcella Althaus-Reid, teologa argentina
- Marcella Bella, cantante italiana
- Marcella De Palma, giornalista e conduttrice televisiva italiana
- Marcella Di Folco, attivista, attrice e politica italiana
- Marcella Frangipane, archeologa italiana
- Marcella Lucidi, politica italiana
- Marcella Mariani, attrice italiana
- Marcella Rovena, attrice e doppiatrice italiana
- Marcella Silvestri, doppiatrice, attrice e comica italiana

### Variante Marcela
- Marcela Bovio, cantante e violinista messicana
- Marcela Kalistová, cestista slovacca
- Marcela Lagarde, accademica, antropologa e politica messicana
- Marcela López Rey, attrice e coreografa uruguaiana naturalizzata argentina
- Marcela Morelo, cantautrice argentina
- Marcela Ritschelová, pallavolista ceca
- Marcela Serrano, scrittrice cilena

### Variante Marcelle
- Marcelle Auclair, giornalista e scrittrice francese
- Marcelle Cahn, artista e pittrice francese
- Marcelle Chantal, attrice francese
- Marcelle Meyer, pianista francese
- Marcelle Padovani, giornalista francese

## Il nome nelle arti
- Marcella Mancini è un personaggio del film del 1954 Hanno rubato un tram, diretto da Aldo Fabrizi.
- Marcella Passaguai è un personaggio dei film La famiglia Passaguai (1951), La famiglia Passaguai fa fortuna (1952) e Papà diventa mamma (1952), tutti per la regia di Aldo Fabrizi.
- Marcella Valmarin è la protagonista del film del 1976 Telefoni bianchi, diretto da Dino Risi.
- Marzella è un quadro di Ernst Ludwig Kirchner del 1909-10.